# 提克里特
提克里特（羅馬化：Tikrīt [ˈtɪkriːt]，羅馬化：Tagrīṯ）位於伊拉克境內的底格里斯河河畔，在首都巴格達西北方140公里。2002年估計人口約260,000，迄2012年降至約160,000人，是撒拉丁省的首府。

## 起源
“提克里特”這個名字源自底格里斯河。

## 知名人物
提克里特是萨达姆·侯赛因的出生地。在萨达姆執政期間，他從家鄉起用大批鄉里出任政府要員，以及成為他的共和國衛隊成員。2003年12月13日伊拉克时间晚上八时，萨达姆在家乡提克里特附近的一个农场被美军抓获。
提克里特也是庫爾德人英雄撒拉丁的出生地。撒拉丁在公元1187年領導埃及軍隊對抗十字軍，並重新奪得耶路撒冷的控制權。

## 伊拉克内战
2014年6月11日，提克里特被ISIS攻下。
6月28日，政府軍向提克里特的遜尼派武裝分子發動了一次反擊。雙方爆發激戰。政府軍直升機對提克里特展開輪番空襲。當日，政府軍遭到頑強抵抗，被迫撤到附近一座小鎮。第二天，政府軍的地面部隊再一次向提克里特推進。
2015年3月2日，伊拉克政府軍和伊朗支持的什葉派民兵向薩拉丁省發動反攻。在伊拉克空軍支援之下，2萬至3萬名伊拉克士兵從薩邁拉向北前進，往提克里特挺進。誓言奪回「伊斯蘭國」武裝控制之下的地區。這次進攻是全省自去年六月以來最大的軍事行動。
3月8日，伊拉克政府軍逼近提克里特，並攻下提克里特市南部郊區一個名為al-Dour的小鎮，並向提克里特北面AL-Alam鎮進攻以實現對提克里特市進行南北夾擊。
3月11日，AL-Alam落入政府軍控制，並且攻入提克里特北區。
為了阻礙伊拉克部隊的推進，伊斯蘭國武裝份子將整個提克里特地區唯一橫跨底格里斯河的橋梁炸毀。該橋梁是由東方通住提克里特的唯一通道。武裝份子在市內部處狙擊手和IED炸彈，使政府軍攻勢停滯不前。
3月25日，由於戰局進入膠着狀態，美國戰機開始對提克里特的伊斯蘭國陣地發起空襲。伊拉克官員對空襲表示歡迎。但此舉卻引起由伊朗人領導的什葉派民兵的抵制，有三個民兵團體撤出提克里特的戰場以示不滿。
3月31日，原本退出戰鬥的什葉派民兵在在總理阿巴迪的請求下又重回戰場。同時，伊拉克政府軍攻入提克里特市中心，並宣佈成功解放提克里特。薩拉赫丁省政府總部和提克里特醫院都回到政府軍手中。